# Beresford (Dakota du Sud)
Pour les articles homonymes, voir Beresford.
Beresford est une ville américaine située dans les comtés de Lincoln et d'Union, dans l'État du Dakota du Sud.

## Histoire
Auparavant appelée Paris, la ville est renommée en 1884 lors de l'arrivée du North Western Railroad, en l'honneur de Charles Beresford (en), qui a financé le projet.

## Démographie
Selon le recensement de 2010, Beresford compte 2 005 habitants, dont 359 dans le comté de Lincoln et 1 646 dans celui d'Union. La municipalité s'étend sur 1,78 mille carré (4,61 km2), principalement dans le comté d'Union : 1,31 mille carré (3,39 km2).
| 1890 | 1900  | 1910  | 1920  | 1930  | 1940  |
| ---- | ----- | ----- | ----- | ----- | ----- |
| 494  | 1 046 | 1 117 | 1 519 | 1 460 | 1 642 |

| 1950  | 1960  | 1970  | 1980  | 1990  | 2000  |
| ----- | ----- | ----- | ----- | ----- | ----- |
| 1 686 | 1 794 | 1 655 | 1 865 | 1 849 | 2 006 |

| 2010  | - | - | - | - | - |
| ----- | - | - | - | - | - |
| 2 005 | - | - | - | - | - |